# Кассель, Гийом
Гийом Кассель (фр. Guillaume Cassel; 1794, Лион — 1836, Брюссель) — французский и бельгийский оперный певец (баритон) и вокальный педагог.
Учился у Жоржа Жадена, затем в Парижской консерватории у Пьер-Жана Гара, брал уроки актёрского мастерства у Франсуа Жозефа Тальма.
Дебютировал в 1817 году в Амьене, в течение нескольких сезонов работал во французской провинции, пока в 1823 году не оказался в парижской Опера-Комик. Выступал на этой сцене в течение трёх сезонов, но после конфликта с возглавлявшим театр Гильбером де Пиксерекуром покинул Париж и с 1827 года жил и работал в Брюсселе. До 1832 года солист брюссельского оперного театра Ла Монне, постоянный партнёр Жюли Дорюс, которая брала у Касселя уроки декламации.
В 1832 году оставил сцену и перешёл на преподавательскую работу, с 1833 года профессор Брюссельской консерватории.